# Giovanni Battista Baldetti
Giovanni Battista Baldetti (Crotone, 1766 – Siena, 1831) è stato un nobile, politico e militare italiano che fu al servizio del Regno di Francia verso la fine del '700. Fu anche editore e autore di diverse opere letterarie italiane.

## Biografia
Nel 1789 divenne ufficiale di fanteria e, in seguito, di cavalleria; nel 1791 lasciò la Francia e nel 1792 si arruolò nell'esercito dei principi. Tra il 1793 e il 1794 si arruolò nell'esercito di Prussia e d'Austria.
Nel 1798 ricevette dal Granduca di Toscana Ferdinando III l'incarico di guidare un comando militare diretto alla volta della Romagna.
Nel 1800 si congedò dall'esercito per dedicarsi allo studio delle lettere.
Nel 1815 divenne presidente dell'Accademia della Crusca.
Nel 1817 venne mandato a Dresda per trattare il matrimonio del figlio di Ferdinando III, Leopoldo, con la figlia di Massimiliano di Sassonia, Maria Anna Carolina.
Morì a Siena nel 1831 durante il suo mandato di Gonfaloniere della città.